# Eduard Franck
Eduard Franck (5 de octubre de 1817-1 de diciembre de 1893) fue un compositor, pianista y pedagogo musical alemán.

## Biografía
Franck nació en Breslavia, capital de la provincia de Silesia en Prusia. Fue el cuarto hijo de un rico y culto banquero que expuso a sus hijos a los mejores y más brillantes que Alemania tenía para ofrecer. Entre otros, frecuentaron la casa de los Franck luminarias como Heine, Humboldt, Heller, Mendelssohn y Wagner. La posición financiera  de su familia le permitió recibir clases privadas con Mendelssohn en Düsseldorf y más tarde en Leipzig. Como talentoso pianista, se embarcó en una doble carrera como concertista y profesor durante más de cuatro décadas durante el curso de la cual ocupó muchas posiciones.
Desde 1851 hasta 1859, Franck impartió clases de piano, composición y teoría musical en el conservatorio de Colonia (Rheinische Musikschule), que en aquel entonces estaba dirigido por Ferdinand Hiller. Además, Franck fue el director de la Asociación Municipal de Canto y compositor y pianista en el Gürzenich-Konzerten. En 1856 fue galardonado con el título de Real Director Musical. Desde 1859 hasta 1867, Eduard Franck fue director de la Escuela de Música de Berna y director de la Sociedad Musical de Berna (Bernische Musikgesesellschaft) y, por lo tanto, fue la personalidad definitoria de la vida musical de la ciudad. En 1867 se convirtió en profesor en el Conservatorio Stern de Berlín, y en 1878, del seminario de Emil Breslaur en Berlín. En 1875 fue galardonado con el título de profesor.
A pesar de que estaba muy bien considerado como maestro e intérprete, nunca logró el reconocimiento público de contemporáneos como Mendelssohn, Schumann o Liszt. Siendo tan buen pianista como los dos primeros y tal vez incluso mejor profesor, el hecho de que no pudiera publicar muchas de sus composiciones hasta el final de su vida, en parte, explica por qué no llegó a ser más conocido. Considerado un perfeccionista, continuamente retrasó la publicación de sus obras hasta que estaban pulidas y cumplían sus exigentes estándares. Schumann, entre otros, tenía en gran consideración las pocas obras que publicó durante la primera parte de su vida.
Eduard Franck se casó con la pianista Tony Cäcilie Thiedemann el 20 de julio de 1850 en Berlín. En Colonia, el 3 de enero de 1858, dio a luz al hijo Richard Franck, quien, como alumno de Carl Reinecke, continuó la tradición musical de la familia como compositor y pianista. En Berna nacieron las hijas Elsa (6 de agosto de 1860) e Ida (27 de abril de 1862). Eduard Franck es hermano del escritor Hermann Franck.
Desde 2010, las obras de Eduard Franck se han reeditado de forma crítica (edición urtext) por al editorial musical Pfefferkorn Musikverlag de Leipzig. Los trabajos inéditos se presentan en su primera edición.

## Música
Su música de cámara es generalmente considerado entre sus mejores composiciones. De las obras con números de opus, hay 3 cuartetos de cuerda, 2 quintetos de cuerda para 2 violines, 2 violas y un violonchelo, 2 sextetos de cuerda, 4 tríos con piano, un quinteto con piano, 2 sonatas para violonchelo y piano, y 4 sonatas para violín y piano. Además de estas, hay varias otras obras sin número de opus, incluyendo un sexteto con piano, 2 tríos con piano, un quinteto con piano, una sonata para violín y piano y una pieza para violonchelo y piano.

## Lista de obras de música de cámara con número de opus
- Op. 6: Sonata para violonchelo y piano en re mayor, edición crítica Urtext de 2012 de Pfefferkorn (Leipzig)
- Op. 11: Trío con piano n.º 1 en mi menor
- Op. 15: Quinteto de cuerda en mi menor (2 Vln, 2 Vla & Vc)
- Op. 19: Sonata para violín y piano n.º 1 en do menor, edición crítica Urtext de 2011 de Pfefferkorn (Leipzig)
- Op. 22: Trío con piano n.º 2 en mi bemol mayor
- Op. 23: Sonata para violín y piano n.º 2 en la mayor, edición crítica Urtext de 2011 de Pfefferkorn (Leipzig)
- Op. 41: Sexteto de cuerda n.º 1 en mi bemol mayor, edición crítica Urtext de 2011 de Pfefferkorn (Leipzig)
- Op. 42: Sonata para violonchelo y piano en fa mayor
- Op. 45: Quinteto con piano en re mayor
- Op. 49: Cuarteto de cuerda n.º 1 en fa menor (también conocido como Op. 40)
- Op. 50: Sexteto de cuerda n.º 2 en re mayor, edición crítica Urtext de 2011 de Pfefferkorn (Leipzig)
- Op. 51: Quinteto de cuerda n.º 2 en do Mayor (2 Vln, 2 Vla & Vc)
- Op. 53: Trío con piano n.º 3 en mi bemol mayor
- Op. 54: Cuarteto de cuerda n.º 2 en mi bemol mayor
- Op. 55: Cuarteto de cuerda n.º 3 en do menor
- Op. 58: Trío con piano n.º 4 en re mayor
- Op. 60: Sonata para violín y piano en mi mayor, edición crítica Urtext de 2011 de Pfefferkorn (Leipzig)
- Op. post.: Sonata para violín y piano en re mayor, edición crítica Urtext de 2012 de Pfefferkorn (Leipzig)

## Obras orquestales (lista parcial)
- Op. 12: Concierto-obertura en mi♭ (1848)[2]
- Op. 13: Concierto para piano y orquesta en re menor (1850);[3] edición crítica Urtext de 2012, editada por James Tocco, de Pfefferkorn, Leipzig
- Op. 30: Concierto para violín en mi menor (1855)[4]
- Op. 47: Sinfonía en la (1860?)[4]
- Op. 52: Sinfonía en si♭ (1856)[5]
- Op. 57: Concierto para violín en re (1860)[5]
- Sin opus: Concierto para piano n.º 2 en do? (1879) (manuscrito)